# Fountain Hill (Arkansas)
Fountain Hill város az USA Arkansas államában, Ashley megyében. Lakosainak száma 108 fő (2020. április 1.).

## Népesség
A település népességének változása:
| Lakosok száma | 215  | 175  | 108  |
|               | 1930 | 2010 | 2020 |